# Neuehrenfeld
Neuehrenfeld ist ein Stadtteil innerhalb des Kölner Stadtbezirks 4 – Ehrenfeld.

## Lage
Neuehrenfeld grenzt im Osten und Südosten an die Stadtteile Bilderstöckchen und Neustadt Nord, im Süden an Ehrenfeld und im Nordwesten an Ossendorf.

## Geschichte

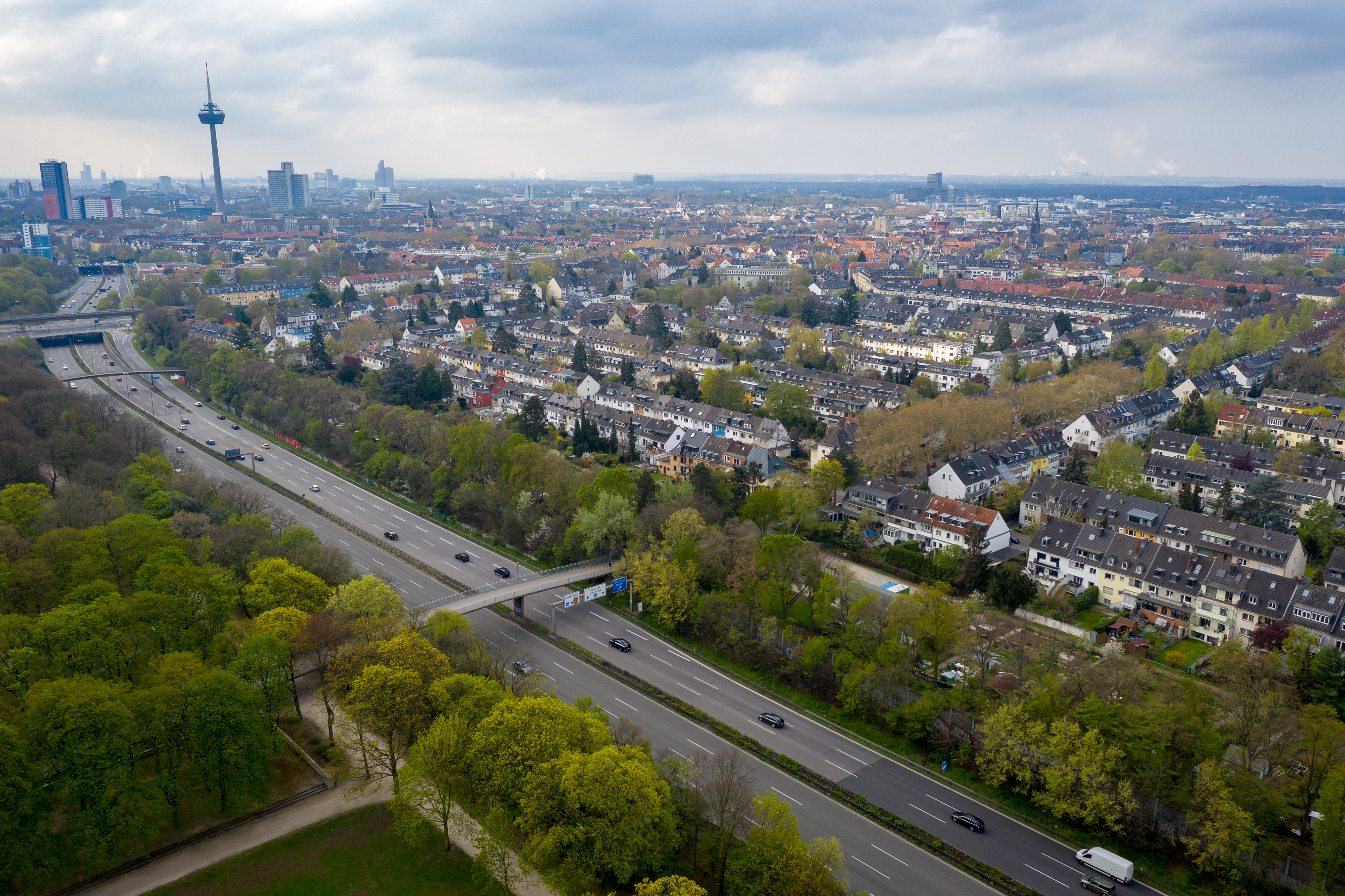
Blick auf Neuehrenfeld

Neuehrenfeld besteht zum größten Teil aus der ehemaligen Gemarkung „Subbelrath“, welche ihren Namen vom „Subbelrather Hof“ der Bauernfamilie Schlösser hatte. Der ca. kurz nach 1906 abgebrochene Bauernhof stand auf dem Ehrenfeldgürtel an der Subbelrather Straße. Der Haupterwerbszweig bestand aus dem Betrieb großer Obstplantagen mit bis zu 15.000 Bäumen, deren Felder sich u. a. zwischen der heutigen Subbelrather Straße und der Nußbaumer Straße erstreckten.
Nach der ersten Phase der Besiedelung des neuen Vorortes Ehrenfeld, etwa ab 1860, begannen Grundstückseigentümer und Bauherren, darunter Anton Schlösser (* 1845, † 1908), wie auch der Großgrundbesitzer und Lokalpolitiker Franz Zilkens (* 1847, † 1915) damit, ganze Straßenzüge für Bürger mit homogenen Einkommensverhältnissen und Ansprüchen an die Wohnqualität zu planen und zu bebauen.
Schlösser wandte sich mit seinen Parzellen an kleinbürgerliche Kunden wie Handwerker, kleine Kaufleute und Facharbeiter, während Zilkens seine Grundstücke, darunter auch große Teile der Eichendorffstraße und das Gebiet um die St. Anna-Kirche, an eine wohlhabende Klientel verkaufte.
Das erste Haus auf dem Gebiet des heutigen Stadtviertels wurde im Jahre 1871 in der Ottostraße gebaut – damals noch außerhalb der Stadt Köln. Um das Jahr 1908 wurden die heutige Siemensstraße, Eichendorffstraße, Röntgenstraße und Nußbaumerstraße mit Wohnhäusern bebaut. Hierbei wurden hohe Standards an die Wohnungsgröße und -qualität gelegt und man ließ das Innere der Wohnblocks für Gärten frei. Eine letzte Parzelle blieb unbebaut und dient heute einem Kleingartenverein, der sich den Namen des einstigen Besitzers Schlösser gab. Die bunten Fassaden der Häuser verzierte man, im Stil der Gründerzeit, reich. Da sich nur wohlhabendere Bürger eine solche Wohnung leisten konnten, nannten die Kölner die Gegend, in Anlehnung an die häufig vertretenen Berufe der Bewohner „Tintenkleckserviertel“ (kölsch: „Tinteveedel“), denn hier lebten Kaufleute, Lehrer, Beamte oder höhere Angestellte.
Am 15. Juni 1942 wurden die Patienten (Alte und Pflegebedürftige) zusammen mit Ärzten, dem Personal und den verbliebenen Kuratoriumsmitgliedern des israelitischen Asyls, welche inzwischen in Holzbaracken im Deportationslager Köln-Müngersdorf gefangen gehalten wurden, mit der ersten großen Deportation aus Köln in das Konzentrationslager Theresienstadt verbracht.
Mit der großen Eingemeindung im Jahre 1888 gehört das im Westen Kölns liegende Viertel zur Stadt. Nach einem Ratsbeschluss aus dem Jahre 1954 erhielt der Stadtteil offiziell den Namen Neuehrenfeld.

## Bevölkerungsstatistik
Struktur der Bevölkerung von Köln-Neuehrenfeld (2021):
- Durchschnittsalter der Bevölkerung: 42,1 Jahre (Kölner Durchschnitt: 41,4 Jahre)
- Ausländeranteil: 15,3 % (Kölner Durchschnitt: 19,3 %)
- Arbeitslosenquote: 7,0 % (Kölner Durchschnitt: 8,6 %)

## Siedlungsstruktur

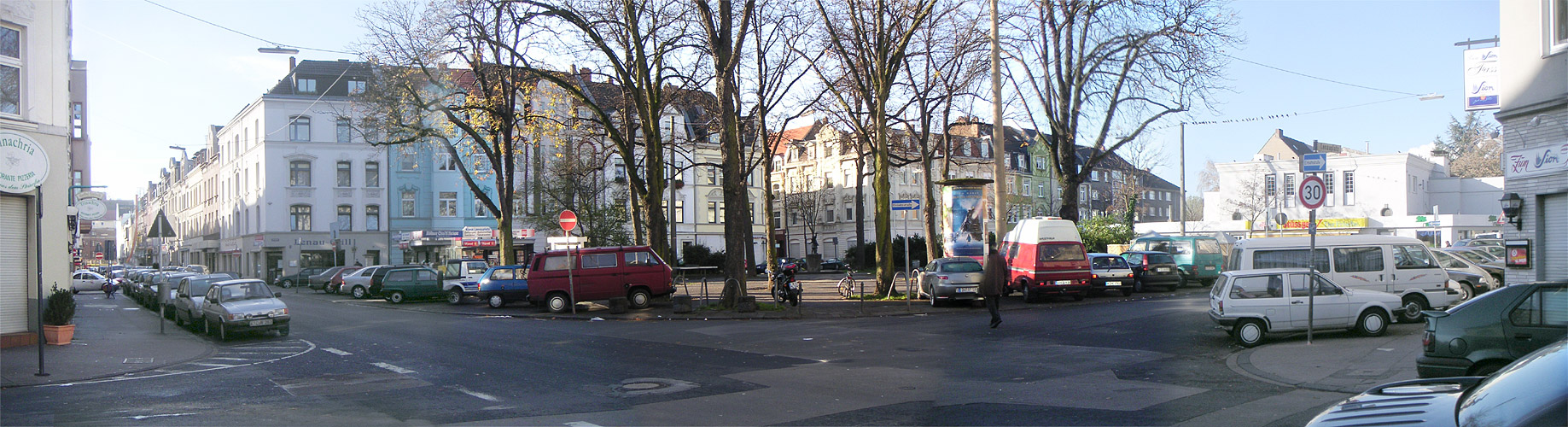
Panorama Lenauplatz in Köln-Neuehrenfeld

Im Mittelpunkt des Viertels liegt der Lenauplatz mit den ihn umgebenden Bürgerbauten aus der späten Gründerzeit. Auch wenn durch die Bombenabwürfe des Zweiten Weltkrieges große Lücken in diesen Baubestand gerissen wurden, deren Wiederaufbau in den Nachkriegsjahren heute nicht immer als vorteilhaft empfunden wird, lassen sich in Neuehrenfeld doch noch viele reich dekorierte Stuckfassaden finden.

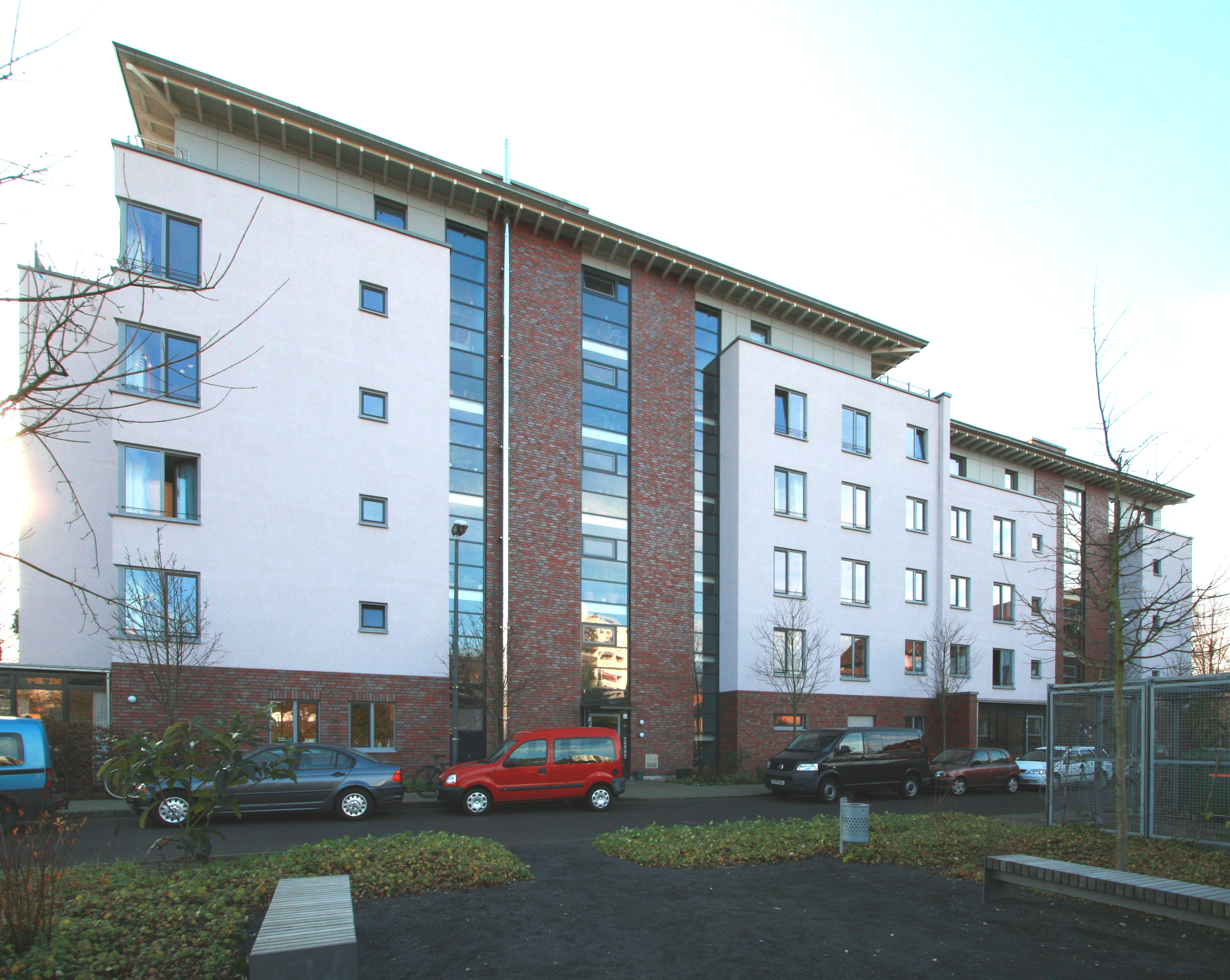
Mehrgenerationenhaus

So wie im sogenannten Chinesenviertel rund um den Takuplatz sind Teile des Neuehrenfelder Stadtgebietes auch durch wohnungsgenossenschaftliche Mietshäuser, die im Zeitalter des Neuen Bauens entstanden, geprägt. Eine neuere Wohnanlage westlich des „Chinesenviertels“ ist das 2006 entstandene, genossenschaftlich organisierte Projekt Wohnen mit Alt und Jung, in dem generationenübergreifendes Wohnen praktiziert wird.
Der Name des Chinesenviertel stammt aus einem, bei den Ereignissen um den Boxeraufstand errungenen, militärischen Sieg: Korvettenkapitän Wilhelm von Lans eroberte am 17. Juni 1900 mit seinem Kanonenboot Iltis die chinesischen Taku-Forts. Die Namensgebung erfolgte im Jahre 1913, als die damalige Ehrenfelder Arbeiter-Wohnungsgenossenschaft die Wohnhäuser rund um den Takuplatz erbaute. Ebenso wurden Taku-, Iltis- und Lansstraße benannt.
Neuehrenfeld verfügt, nicht zuletzt durch den Zuzug von Migranten aus vielen Ländern, heute über ein vielfältiges Spektrum kleiner Handwerksbetriebe, Geschäfte, Restaurants, Weinstuben und sogenannter Szenekneipen.

## Herausragende Bauwerke im Stadtteil

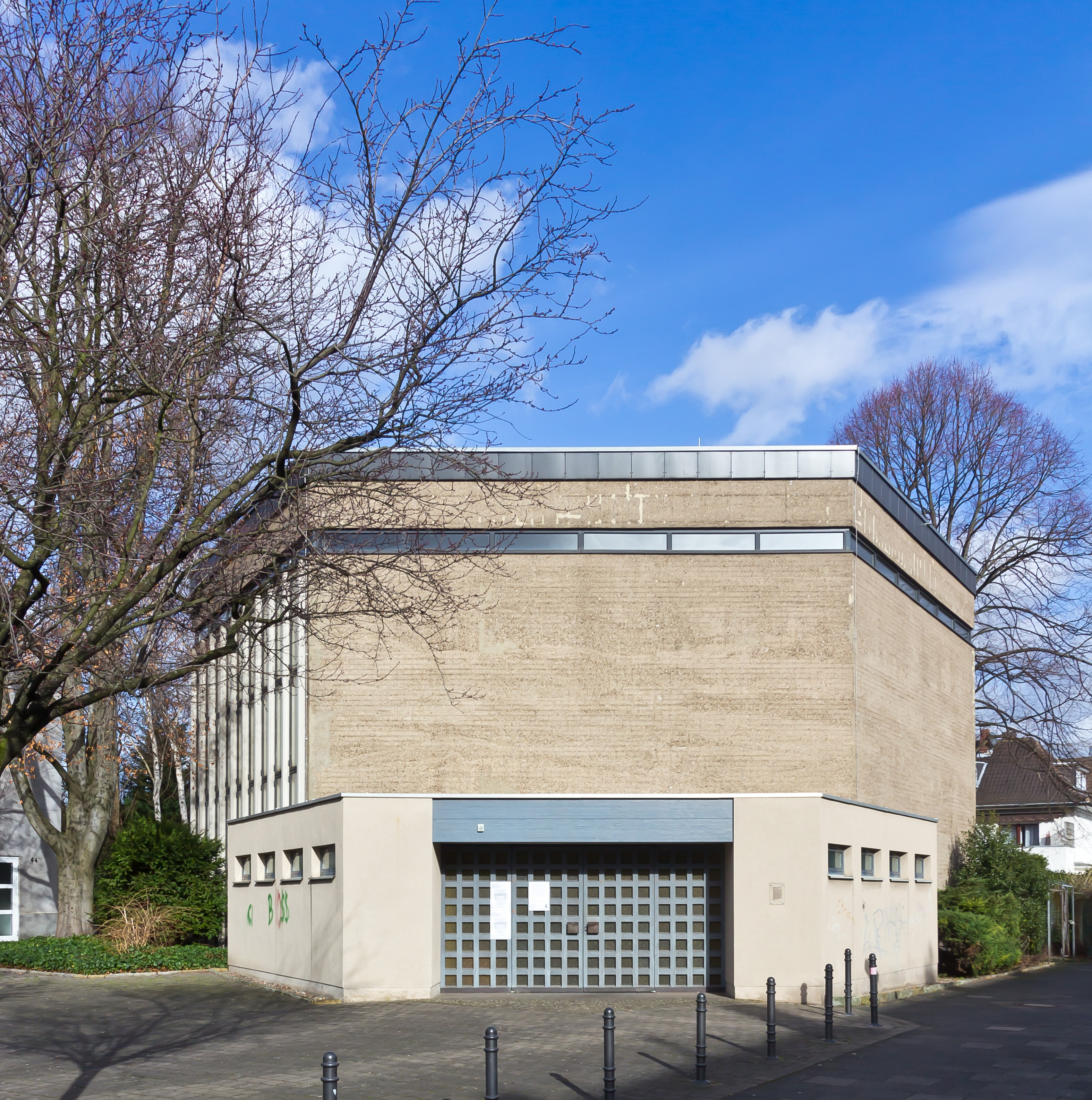
Versöhnungskirche (ev.)

### Evangelische Versöhnungskirche
Der Bau des Kirchengebäudes in Form eines Hexagons wurde 1963 nach den Plänen der Architekten Dr.-Ing. F. W. Bertram und Dr.-Ing. Lang aus Aachen begonnen. Eingeweiht wurde die Kirche der evangelischen Gemeinde Ehrenfeld am 31. Mai 1964. Das Westfenster stellt die Botschaft des Apostels Paulus, die Universalität des Heilgeschehens dar, es wurde von der Ehrenfelder Künstlerin Elfriede Fulda gestaltet.

### St. Peter
Auf dem Simarplatz an der Subbelrather Straße gelegen ist St. Peter die katholische Pfarrkirche für einen großen Teil Neuehrenfelds. Die Kirche wurde ab 1896 im damals beliebten neugotischen Stil errichtet, ihr Architekt war Theodor Roß. Der Grundbesitzer Anton Schlösser stiftete das Grundstück, sowie Geld für den Kirchturm (Er solle höher sein, als der benachbarte Turm der Ehrenfelder St. Josephkirche). Geweiht wurde die dreischiffige neugotische Backsteinkirche am 29. Juni 1901. Die Kirche wird auch Ehrenfelder Dom genannt. 1944 wurde der Bau teilweise zerstört und nach Wiederaufbau 1948 wieder geweiht. Glasarbeiten aus dem Jahr 1978 von Hermann Josef Baum stellen die vier Elemente dar. Der 62 Meter hohe Turm gehört zu den Blickfängen des Stadtteils. Da der Krieg die Kirche nur in geringem Maße beschädigte, ist die Ausstattung aus der Erbauungszeit noch zu einem großen Teil erhalten.

### St. Barbara

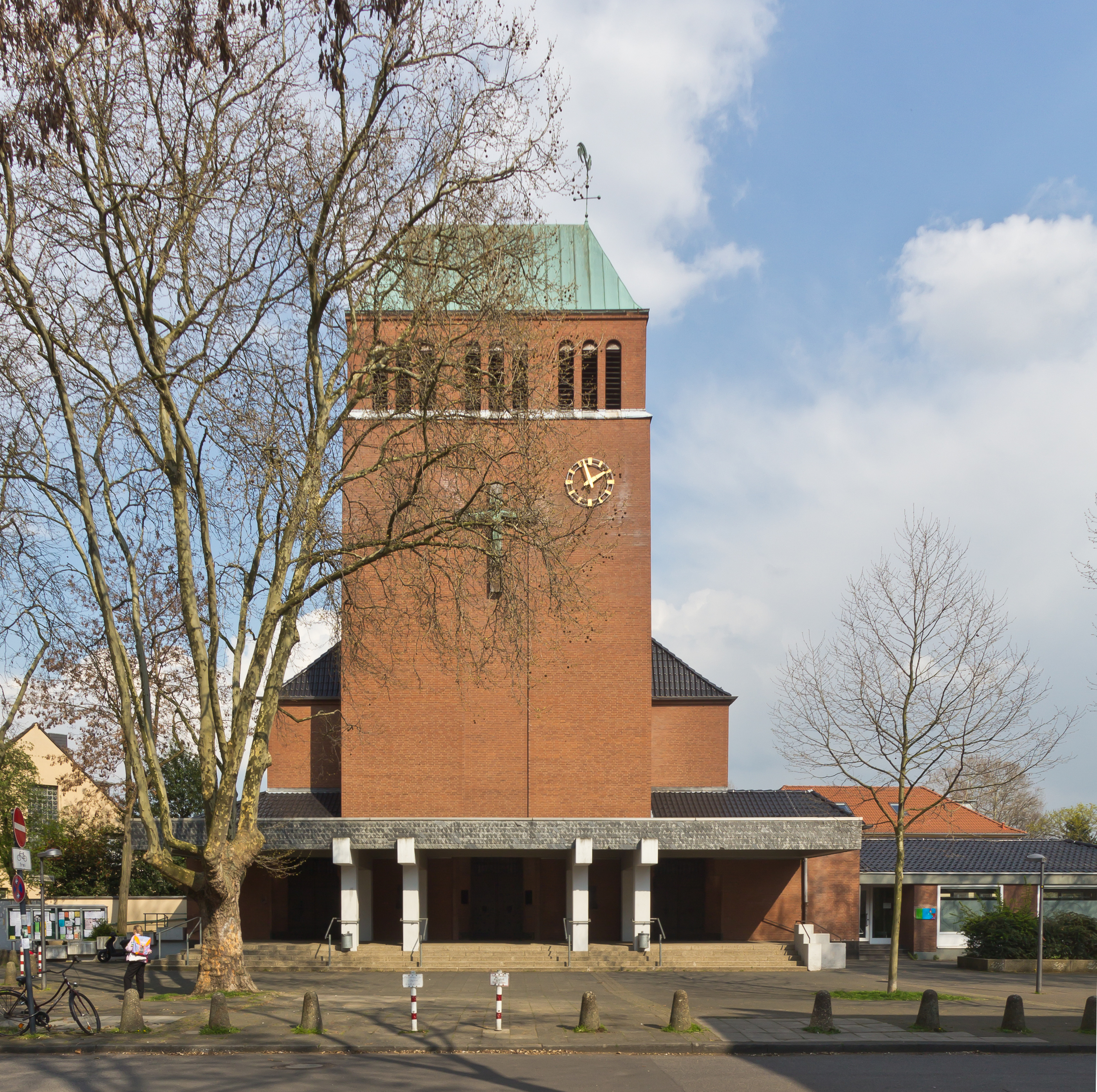
St. Barbara

Durch den Bau der Siedlungshäuser im Chinesenviertel wurde die bisherige Pfarrkirche St. Peter zu klein für die zunehmende Zahl von Gläubigen. Daher wurde von 1927 bis 1929 nach Entwurf des Architekten Karl Colombo die Kirche St. Barbara errichtet. Die Beseitigung von Kriegsschäden und die geänderten liturgischen Erfordernisse nach dem 2. Vatikanischen Konzil führten zu umfangreichen Umbaumaßnahmen zwischen 1965 und 1976. Seitdem macht die Kirche den Eindruck eines Kirchenbaus der 1960er Jahre.

### St. Anna

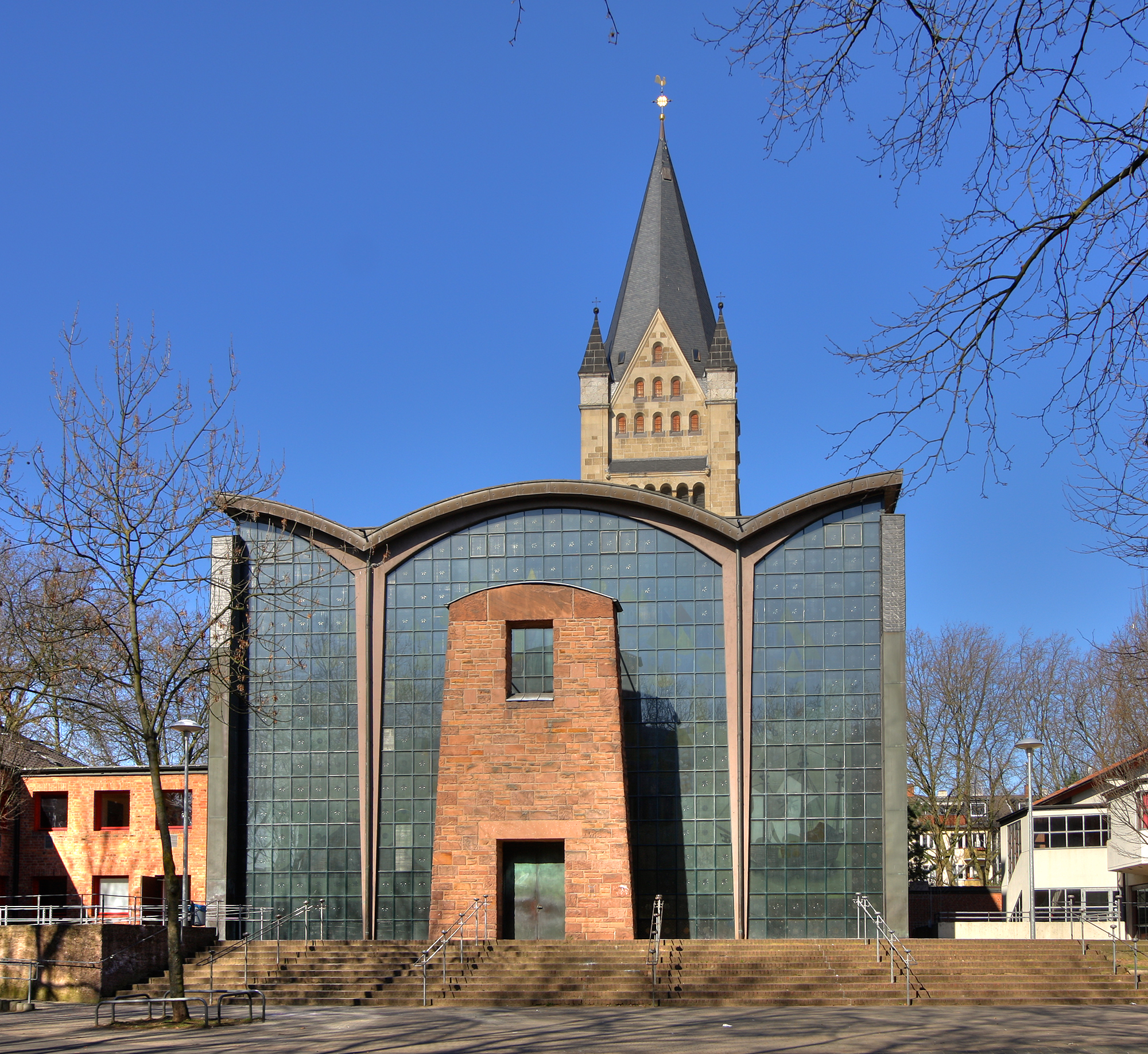
Pfarrkirche St. Anna

Die katholische Kirche St. Anna wurde in den Jahren 1907 und 1908 nach den Entwürfen von Adolf Nöcker als dreischiffige Basilika erbaut. Nachdem die Kirche im Zweiten Weltkrieg bis auf den Turm schwere Schäden erlitten hatte, planten die Architekten Gottfried Böhm und Dominikus Böhm den 1956 vollendeten Wiederaufbau der Kirche.
Der 56 m hohe, farbenfrohe Westturm erinnert an den Turm des Paderborner Doms. Beim Wiederaufbau wurde das Eingangsportal an die Ostseite zum Christine-Teusch-Platz verlegt und mit großen Glasflächen und einem geschwungenen Dach, das von zwei konischen Stützen getragen wird, völlig neu konstruiert. Das Hauptportal wird dabei von Mauerwerk aus den Trümmersteinen der alten Kirche eingerahmt. Am 16. März 2012 wurde zur Komplettierung des Geläutes eine neue Glocke mit dem Schlagton c gegossen.

### Jüdisches Wohlfahrtszentrum
Im Jahre 2004 wurde in dem ehemaligen jüdischen Asyl an der Ottostraße in Köln-Neuehrenfeld das neue Jüdische Wohlfahrtszentrum eröffnet, in dem eine Synagoge, ein Kindergarten, eine Grundschule, ein Elternheim und die Verwaltung der mehr als 5000 Mitglieder zählenden Synagogen-Gemeinde Köln untergebracht sind.